# Besjæling
Besjæling er en handling, hvorved en konkret ikke-levende ting behandles, som havde det menneskelige følelser, egenskaber eller tanker. Hvis grantræet pludselig er "det stolte grantræ" får det menneskelige følelser og egenskaber eksempelvis. Det er i lyrikken et begreb, der bruges ofte i sammenhæng med poesi. Besjæling er ikke at forveksle med personifikation, der giver abstrakte begreber menneskelige egenskaber eller skikkelser. Besjæling bruges gennemgående i tingseventyrgenren, f.eks. i H.C. Andersens Den standhaftige tinsoldat. I H.C Andersens eventyr får en tinsoldat pludselig liv og bliver også menneskelig i historien, hvilket er en besjæling. Han får følelser og tanker. 